# Karl Gautschi
Karl Gautschi (* 9. Juni 1939 in Menziken) ist ein Schweizer Satiriker.

## Biografie
Gautschi studierte an der Universität Zürich Germanistik und Geschichte und promovierte bei Emil Staiger. Er war Bezirkslehrer in Menziken und Dozent für Geschichte und Didaktik des Geschichtsunterrichts an verschiedenen Schulen, so an der Höheren Pädagogischen Lehranstalt des Kantons Aargau (heute Pädagogische Hochschule der Fachhochschule Nordwestschweiz), an der Lehramtsschule des Kantons  Aargau und an der Hochschule für Wirtschaft Brugg-Windisch sowie Inspektor am Lehrerseminar Solothurn und an der Kantonsschule Solothurn.
Gautschi verfasste Kolumnen, Glossen und satirische Kurzgeschichten für verschiedene Zeitungen und Zeitschriften, so für die NZZ, das Aargauer Tagblatt, den Zürcher Oberländer, den Aargauer Kurier, Meyers Modeblatt, Schweizerzeit und die Aargauer Zeitung. Dazu schuf er Cabaret-Texte für Elsie Attenhofer und die «Aargauer Troubadours». Neben seinen Büchern mit Satiren verfasste er auch heimatkundliche Werke.
Gautschi ist Ehrenpräsident der Kantonsschülerverbindung Industria Aarau.

## Auszeichnungen
- Prix Menzo Menziken 2024[4]
- Anerkennungspreis der Pro Libertate 1981[5]
- Förderpreis der Koch-Berner-Stiftung 1990[5]
- Förderpreis der Koch-Berner-Stiftung 1996[5]

## Werke
- Eine Stadt wie Zürich. Gedichte. Clou, Egnach 1962
- Andreas oder die Vereinigten. Abhandlung. Juris-Verlag, Zürich 1965
- Aus dem Tagebuch eines Musteraargauers. Satiren. Baumann, Menziken 1973
- Neues aus dem Tagebuch eines Musteraargauers. Satiren. Baumann, Menziken 1975
- Die Morgenstern-Rakete. Satiren. Sauerländer, Aarau 1979
- Mein Dolce-Vita-Parcours. Satiren. Baumann, Menziken 1979
- Die bösen Nachtbuben. Satiren. Schweizer Autoren, Schaffhausen 1982
- Von Rittern, Geistern und verborgnen Schätzen. Sagensammlung. Baumann, Menziken 1982.
- Beinwil am See. Ortsgeschichte. Baumann, Menziken 1985
- Zwischen Ürke und Hallwilersee – der Bezirk Kulm. Heimatkunde. AT-Verlag, Aarau 1986
- Der Saal-Leerer. Satiren. Menzach,  Menziken 1988
- Für Liebhaber in ruhiger Lage. Satiren. Menzach, Menziken 1992
- Minderwertsteuer inbegriffen. Satiren. Menzach, Menziken 1995
- Der Tunnel am Ende des Lichts. Satiren. Menzach, Menziken 1998
- Die Blechlawinenhunde. Satiren. Menzach, Menziken 2001
- Der Stein auf dem heissen Tropfen. Satiren. Menzach, Menziken 2005
- Vom Alltag und anderen Unglücksfällen. Satiren. Menzach, Menziken 2009[6]
- Memoiren eines unvollkommenen Musteraargauers. Satiren. Menzach, Menziken 2012[2]
- Streiflichter auf die Geschichte von Menziken. Heimatkunde. Menzach, Menziken 2019[7][8]
- Wynentaler Sagen und Gedenkobjekte. Heimatkunde. Menzach, Menziken 2021